# ايتزاز حسين
ايتزاز حسين (بالنرويجية البوكمول: Etzaz Hussain)‏ (27 يناير 1993 بأوسلو في النرويج - ) هو لاعب كرة قدم نرويجي في مركز الوسط. شارك مع Norway national under-15 association football team ‏ ومنتخب النرويج تحت 16 سنة لكرة القدم ومنتخب النرويج تحت 17 سنة لكرة القدم ومنتخب النرويج تحت 18 سنة لكرة القدم ومنتخب النرويج تحت 19 سنة لكرة القدم ومنتخب النرويج تحت 21 سنة لكرة القدم ومنتخب النرويج لكرة القدم وNorway national under-23 association football team ‏. أما مع النوادي، فقد لعب مع سيفاسبور ومانشستر يونايتد ونادي فريدريكستاد ونادي فوليرينغا ونادي مولده.

## وصلات خارجية
- ايتزاز حسين على موقع اتحاد النرويج (النرويجية)
- ايتزاز حسين على موقع اتحاد تركيا (لاعب) (الإنجليزية)
- ايتزاز حسين على موقع قاعدة بيانات كرة القدم.إي يو (الإنجليزية)
- ايتزاز حسين على موقع Soccerbase.com (لاعب) (الإنجليزية)
- ايتزاز حسين على موقع Soccerway.com (الإنجليزية)
- ايتزاز حسين على موقع عالم كرة القدم.نت (الإنجليزية)
- ايتزاز حسين على موقع AS.com (الإسبانية)